# Richard Gere

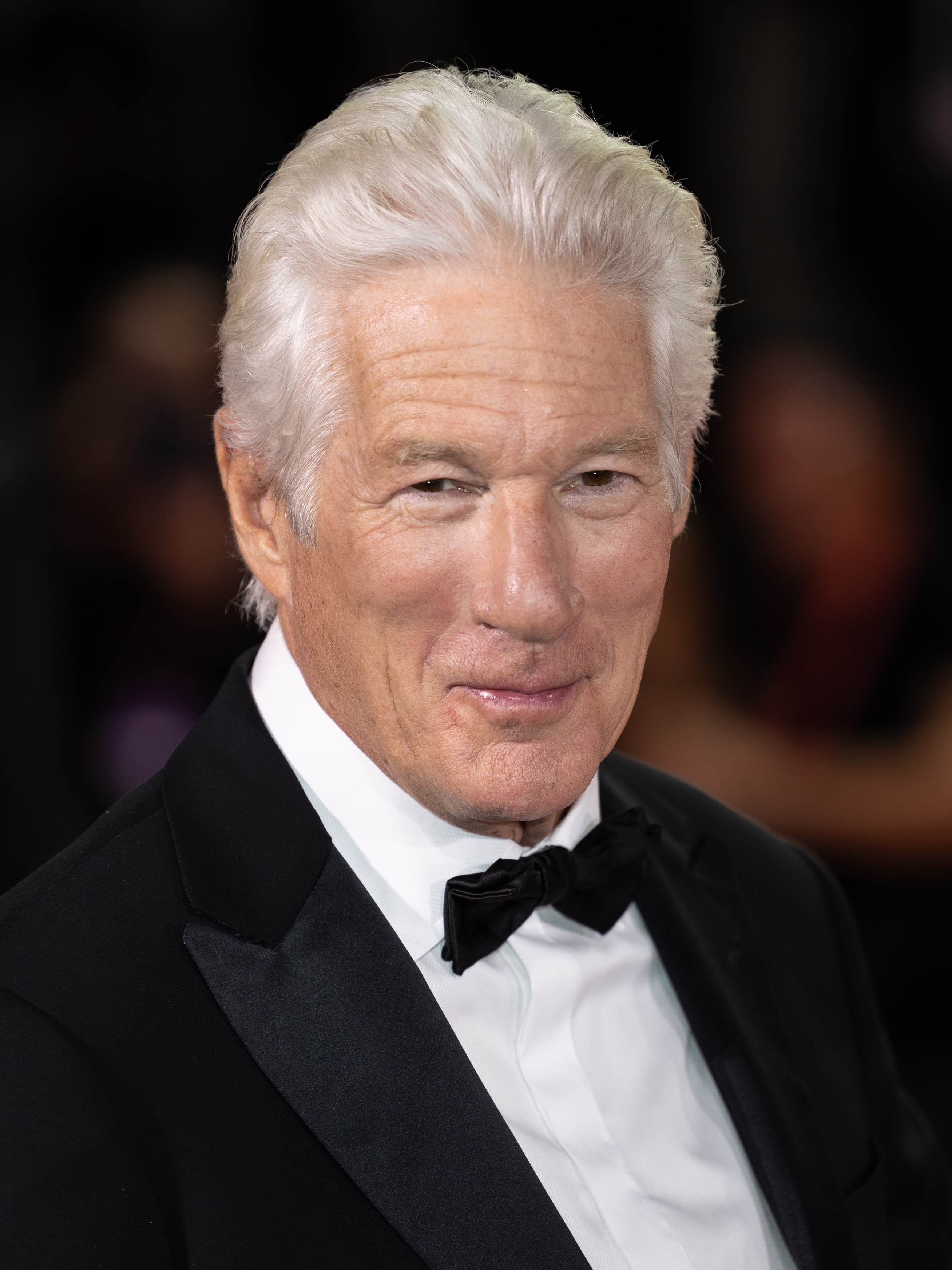
Richard Gere beim Filmfestival von Venedig (2024)

Richard Tiffany Gere (* 31. August 1949 in Philadelphia, Pennsylvania) ist ein US-amerikanischer Filmschauspieler.

## Leben
Als Sohn des Versicherungsvertreters Homer George Gere (1922–2023) und der Hausfrau Doris Anna Tiffany (1924–2016) wurde Richard Gere in Philadelphia geboren und wuchs in Syracuse (New York) auf. Er hat drei Schwestern und einen Bruder. Gere erlernte früh mehrere Instrumente (Klavier, Gitarre, Trompete, Schlagzeug) und komponierte für das Studententheater. Ein Sportstipendium ermöglichte ihm 1967 ein Philosophie-Studium an der University of Massachusetts, das er 1969 abbrach.
Der protestantisch erzogene Gere bekam auf einer Nepal-Reise 1978 einen bleibenden Eindruck von der östlichen Spiritualität. Seit Anfang der 1990er Jahre bekennt er sich zum Buddhismus und gilt als Freund des Dalai Lama. Zeitweise lebt er in einem Haus in Dharamsala, dem Exilsitz des geistlichen Oberhaupts des tibetischen Buddhismus. 1987 gründete Gere das Tibet-Haus in New York. Da er bei der Oscar-Verleihung 1993 die chinesische Tibet-Politik anprangerte, wurde er von China zur persona non grata (Einreise oder Aufenthalt in China wird nicht geduldet) erklärt. Zudem ist er Mitbegründer und Vorsitzender der International Campaign for Tibet. Gere engagiert sich auch für bedrohte Völker, unter anderem ist er Unterstützer der Menschenrechtsorganisation Survival International, die sich für indigene Völker einsetzt. Er engagiert sich neben bedrohten ethnischen Gruppen auch für den internationalen Frieden. So besuchte er als Gast der Organisation Ruach Schalom im Juni 2003 z. B. sowohl Israelis als auch Palästinenser, um Friedensgespräche mit Geschäftsleuten, Künstlern und Politikern zu führen.
1993 sowie 1999 wurde er zum Sexiest Man Alive des People Magazine gekürt. Von 1991 bis 1995 war Gere mit dem Top-Model Cindy Crawford verheiratet. Ab 1996 war er mit der Schauspielerin Carey Lowell liiert, 2000 wurde ihr gemeinsamer Sohn geboren. Gere und Lowell heirateten im November 2002, trennten sich im September 2013 und wurden im Oktober 2016 geschieden.

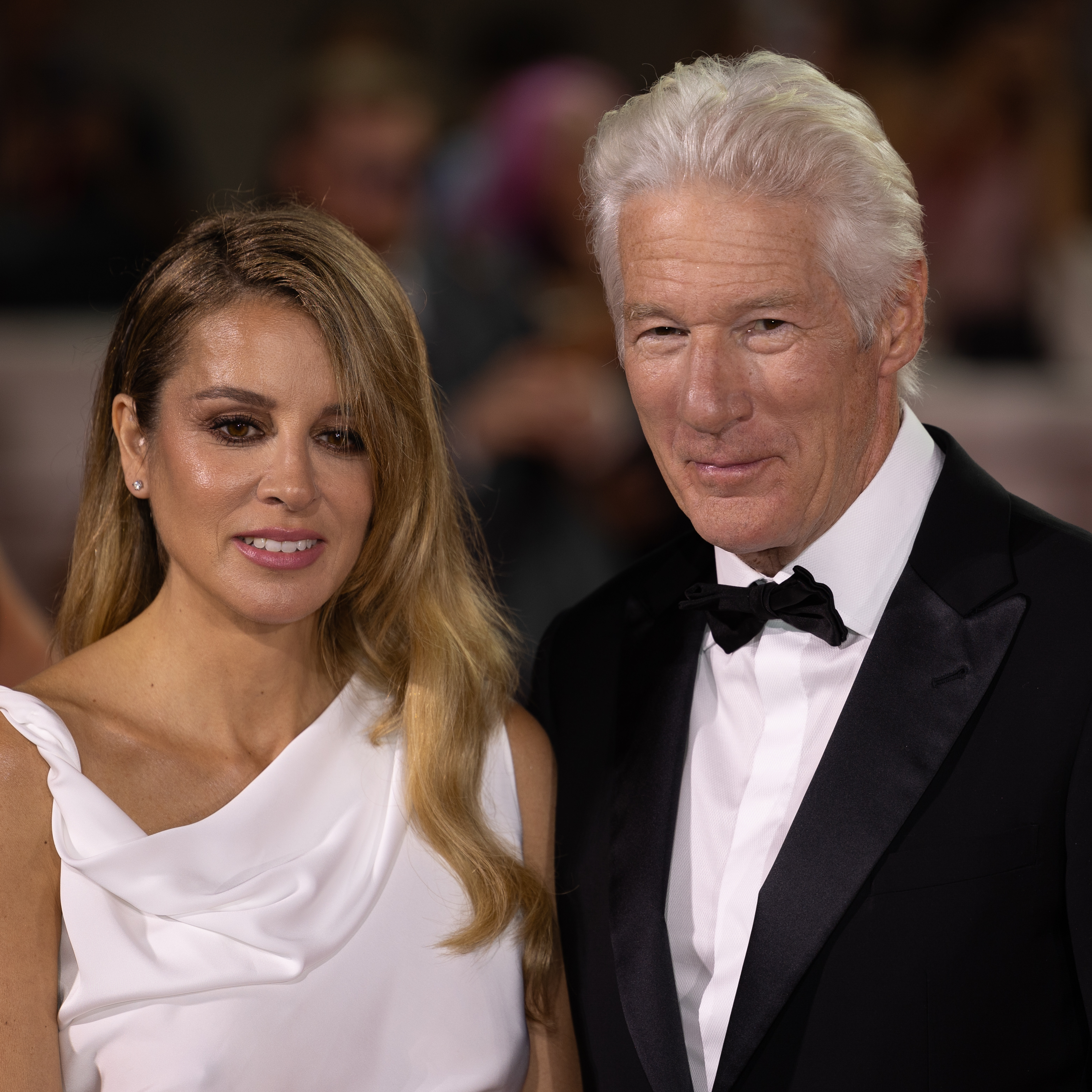
Gere mit seiner Ehefrau Alejandra Silva in Venedig (2024)

Im April 2018 heirateten Gere und Alejandra Silva (* 1983) standesamtlich sowie im Mai nach einer buddhistischen Zeremonie auf seiner Ranch in New York. Im Februar 2019 wurde ihr erstes gemeinsames Kind geboren. Im Jahr 2020 wurde dann noch ein Sohn geboren.

## Laufbahn

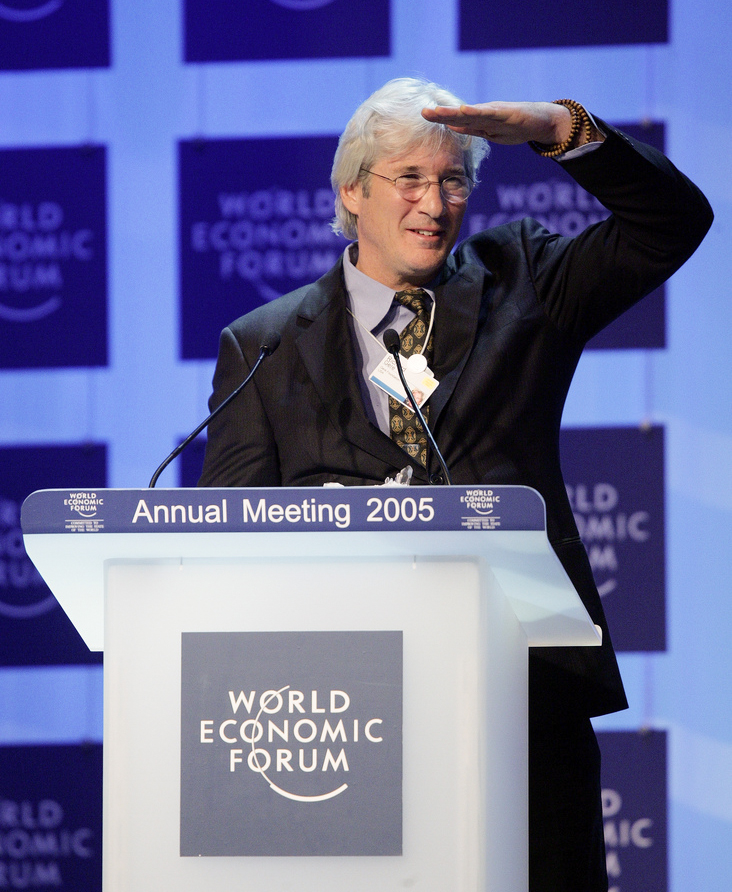
Gere auf dem Weltwirtschaftsforum 2005 in Davos

Seit etwa 1969 arbeitet Gere als Schauspieler, er begann mit Rollen in Broadway-Produktionen. 1973 trat er in London im Musical Grease auf, danach folgten Shakespeare-Stücke bei der US-Truppe Young Vic Company.
1978 verhalf er einem Freund, dem später sehr berühmten Fotografen Herb Ritts, mit einem Foto zum Durchbruch. Gere wurde von ihm bei einer Rast an einer Tankstelle fotografiert.
Seine erste Filmrolle hatte Gere in Der einsame Job (1975). Seither dreht er jedes Jahr mindestens einen Kinofilm. 1980 wurde er mit American Gigolo (dt. Ein Mann für gewisse Stunden) zum Star. Sein Aussehen und sein Talent für charakterstarke Rollen brachten ihm die Hauptrolle in Ein Offizier und Gentleman ein. An der Seite von Julia Roberts spielte er 1990 in Pretty Woman. Der Film lockte 2003/2004 im Fernsehen immer noch sieben Millionen deutsche Zuschauer vor den Bildschirm (Marktanteil: 20 Prozent). Das Hollywood-Traumpaar stand 1998 in Die Braut, die sich nicht traut erneut vor der Kamera, doch diesmal reagierte die Kritik gespalten.
Außerdem war er als Latin Lover (Looking for Mr. Goodbar, 1977) oder als Ritter Lancelot (First Knight, 1995, dt. Der 1. Ritter) sowie als Rechtsanwalt (Primal Fear, 1995, dt. Zwielicht; und Chicago, 2002) zu sehen. Als hochsensibler Manisch-Depressiver spielt er in Mr. Jones (1993) gemeinsam mit Lena Olin, die die Rolle seiner Therapeutin einnimmt.
Der Schauspieler, der von sich sagt, er sei immer Anfänger, egal was er mache, fand im Musical Chicago an der Seite von Catherine Zeta-Jones und Renée Zellweger Geschmack am Tanzen und nahm für seine Rolle in Darf ich bitten? 2003 erneut Tanzunterricht. Seine Partnerinnen in diesen Produktionen waren Jennifer Lopez, Susan Sarandon und Lisa Ann Walter.
Geres deutscher Synchronsprecher war von Pretty Woman (1990) bis 2017 meistens Hubertus Bengsch. Häufig, aber unregelmäßig, sprach ihn zwischen 1980 und 1991, sowie 2000, 2002, 2011 und ab 2019 Frank Glaubrecht.

## Filmografie (Auswahl)
- 1975: Der einsame Job (Report to the Commissioner)
- 1975: Strike Force
- 1976: Baby Blue Marine
- 1976: Kojak – Einsatz in Manhattan: Das Geburtstagsfest (Kojak: Birthday Party) (Fernsehserie, Staffel 4 – Episode 1)
- 1977: Auf der Suche nach Mr. Goodbar (Looking for Mr. Goodbar)
- 1978: Heißes Blut (Bloodbrothers)
- 1978: In der Glut des Südens (Days of Heaven)
- 1979: Yanks – Gestern waren wir noch Fremde (Yanks)
- 1980: Ein Mann für gewisse Stunden (American Gigolo)
- 1982: Ein Offizier und Gentleman (An Officer and a Gentleman)
- 1983: Atemlos (Breathless)
- 1983: Der Honorarkonsul (The Honorary Consul)
- 1984: Cotton Club (The Cotton Club)
- 1985: König David (King David)
- 1986: Power – Weg zur Macht (Power)
- 1986: Gnadenlos (No Mercy)
- 1988: Der letzte Outlaw (Miles from Home)
- 1990: Internal Affairs – Trau’ ihm, er ist ein Cop (Internal Affairs)
- 1990: Pretty Woman
- 1991: Rhapsodie im August (Hachigatsu no kyohshikyoku)
- 1992: Eiskalte Leidenschaft (Final Analysis)
- 1993: Sommersby
- 1993: Mr. Jones
- 1993: … und das Leben geht weiter (And the Band Played On)
- 1994: Begegnungen – Intersection (Intersection)
- 1995: Der 1. Ritter (First Knight)
- 1996: Zwielicht (Primal Fear)
- 1997: Red Corner – Labyrinth ohne Ausweg (Red Corner)
- 1997: Der Schakal (The Jackal)
- 1999: Die Braut, die sich nicht traut (Runaway Bride)
- 2000: Es begann im September (Autumn in New York)
- 2000: Dr. T and the Women
- 2002: Untreu (Unfaithful)
- 2002: Die Mothman Prophezeiungen (The Mothman Prophecies)
- 2002: Chicago
- 2004: Darf ich bitten? (Shall We Dance)
- 2005: Bee Season
- 2005: Another Summer – 45 Jahre nach Hiroshima
- 2006: The Hoax – Der große Bluff
- 2007: I’m Not There
- 2007: Hunting Party – Wenn der Jäger zum Gejagten wird
- 2007: The Flock – Dunkle Triebe (The Flock)
- 2008: Das Lächeln der Sterne (Nights in Rodanthe)
- 2009: Amelia
- 2009: Hachiko – Eine wunderbare Freundschaft (Hachi: A Dog’s Tale)
- 2010: Gesetz der Straße – Brooklyn’s Finest (Brooklyn’s Finest)
- 2011: The Double – Eiskaltes Duell (The Double)
- 2012: Arbitrage – Macht ist das beste Alibi (Arbitrage)
- 2013: Movie 43
- 2014: Time Out of Mind
- 2015: Best Exotic Marigold Hotel 2 (The Second Best Marigold Hotel)
- 2015: Der Glücksbringer – Liebe gibt es nicht umsonst (The Benefactor)
- 2016: Norman (Norman: The Moderate Rise and Tragic Fall of a New York Fixer)
- 2017: The Dinner
- 2017: State of Mind – Der Kampf des Dr. Stone (Three Christs)
- 2019: MotherFatherSon (Fernseh-Miniserie, 8 Folgen)
- 2023: Hochzeit auf Umwegen (Maybe I do)
- 2024: Oh, Canada
- 2024: Longing
- 2024: The Agency

## Auszeichnungen
- 1980: Theatre World Award (für Bent)
- 1983: ShoWest Award
- 1983: Golden-Globe-Nominierung als bester Darsteller (Drama) (für Ein Offizier und Gentleman)
- 1985: Goldene-Himbeere-Nominierung als schlechtester Schauspieler (für König David)
- 1991: Golden-Globe-Nominierung als bester Darsteller (Komödie/Musical) (für Pretty Woman)
- 1996: Light of Truth Award
- 1997: Freedom of Expression Award des National Board of Review (für Red Corner)
- 1999: Sexiest Man Alive
- 2000: Preis des Chicago International Film Festival für sein Lebenswerk
- 2001: Goldene-Himbeere-Nominierung als schlechtestes Leinwandpaar ((mit Winona Ryder) für Es begann im September)
- 2003: Golden Globe Award als bester Darsteller in der Kategorie Komödie und Musical (für Chicago)
- 2006: Preis des IFCNY
- 2006: Hasty Pudding Man of the Year
- 2007: Marian-Anderson-Preis der Stadt Philadelphia für sein Engagement für die Unabhängigkeit Tibets und eine bessere Versorgung von AIDS-Patienten.
- 2010: Goldene Kamera in der Kategorie „Bester Schauspieler International“
- 2012: Golden Icon Award des Zurich Film Festivals für sein Lebenswerk
- 2013: Golden-Globe-Nominierung als bester Darsteller (Drama) (für Arbitrage)